# Paul Siedentopf
Paul Siedentopf (geboren 3. September 1870 in Hannover; gestorben 29. Februar 1944 ebenda) war ein deutscher Autor, Verleger und Direktor des Stadtvermessungsamtes im hannoverschen Stadtbauamt, der späteren Bauverwaltung Hannover.

## Leben

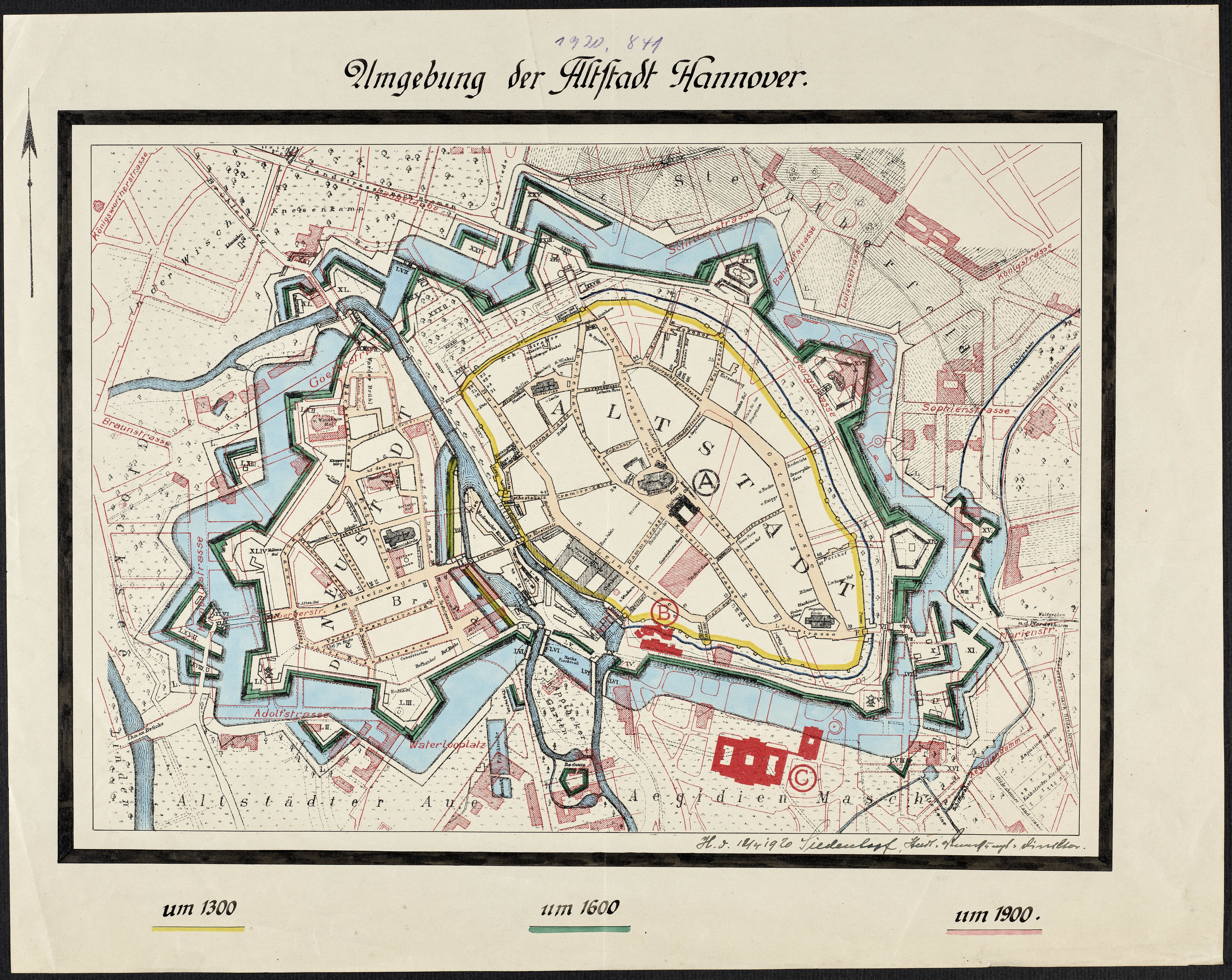
„Umgebung der Altstadt Hannover“ und der Calenberger Neustadt von etwa 1300 bis 1920; Farblithografie
signiert von Siedentopf; Leibniz Bibliothek

Nach Ablegung der Landmesser-Prüfung in Preußen 1895 war Paul Siedentopf zwei Jahre bei der Königlichen Spezialkommission in Hannover beschäftigt. Am 1. Juni 1897 trat er als Landmesser in den Dienst der Stadt Hannover ein. Nachdem ihm bereits 1901 die Leitung der Neuvermessung übertragen worden war, erhielt er 1902 die Festanstellung und ein Jahr später wurde er zum städtischen Oberlandmesser ernannt.
Zu dem 1932 erschienenen Band von Arnold Nöldekes Die Kunstdenkmäler der [...] Stadt Hannover trug Siedentopf unter anderem „Photographien und Pläne“ bei, deren Urheberschaft Nöldeke in seinem Buch Siedentopf zum Teil persönlich zuschrieb.
Am 30. September 1935 trat er als Vermessungsdirektor nach insgesamt 38-jähriger Tätigkeit im Dienst der Stadtverwaltung in den Ruhestand.
Siedentopf verfasste neben zahlreichen Beiträgen in verschiedenen Zeitschriften und Zeitungen über die Stadtgeschichte Hannovers auch einen Artikel über die Frühgeschichte der Hannoverschen Stadtvermessung in der Zeitschrift für Vermessungswesen (Jahrgang 1900, Heft 16).

## Werke (unvollständig)
- Das Buch der alten Firmen der Stadt Hannover im Jahre 1927 (Hauptschriftleitung), unter Mitwirkung von Karl Friedrich Leonhardt (Zusammenstellung des Bildmaterials), Jubiläums-Verlag Walter Gerlach, Leipzig 1927; Digitalisat über die Technische Informationsbibliothek (TIB)
- Vor 1932: „Photographien und Pläne“ in Arnold Nöldekes Die Kunstdenkmäler der [...] Stadt Hannover[3][4]
- Das Stadtbild Hannovers in dem Zeitraum von 1800 bis 1930, Hannover 1933
- Die bauliche Entwicklung der Stadt Hannover von 1800 bis 1930 in 10 Plänen. Hannover 1931
- Beiträge zur geschichtlichen Entwicklung der Stadt Hannover von der Urzeit bis in die Gegenwart unter besonderer Berücksichtigung der Siedlungsverhältnisse, 2 Teile, Berthold Pokrantz Verlag, Hannover 1927 und 1928
- Was alte Steine erzählen. Heimatliche Beiträge zur Denkmalpflege. Selbstverlag, Hannover 1930